# 何駿彥
何駿彥（英語：Daniel Ho Chun Yin，1992年7月22日—），曾是香港的新聞從業員，前無綫電視無綫新聞台高級主播及亞視新聞財經主播。

## 簡歷
大學畢業於香港城市大學，主修傳播及媒體學，在學時多次獲得院長嘉許名單，並以一級榮譽畢業。
畢業後於2014年加入亞視新聞，任職財經主播和編輯。一年後轉職至無綫新聞擔任財經主播和記者，並於2017年初轉任無綫新聞台主播。曾經主持無綫新聞台不同時段的新聞報道，並偶爾兼任翡翠台《新聞提要》和天氣報告主播。
2020年12月19日，因應人手問題，他主持《香港早晨》，短暫接替被調離採訪主任潘蔚林拍檔為周可茵，亦是自2016年以來得一次由前女主播主持《香港早晨》，上一次為張文采、鄭萃雯。
2021年11月在社交網站宣佈離開無綫新聞，結束6年半賓主關係。現時已移居加拿大溫哥華升學，現時於英屬哥倫比亞大學修讀國際關係學碩士。 。

## 資料來源
1. ↑  . 2021-05-19  [2022-04-25]. （原始内容存档于2021-06-15）.
2. ↑   何駿彥Linkedin檔案
3. ↑  . 2022-01-31  [2022-04-22]. （原始内容存档于2022-04-06）.
4. ↑  . 2021-11-12.

## 外部連結
- 何駿彥的Instagram帳戶